# Каллон, Мейгор
Мейгор Каллон (англ. Maigore Kallon; 1 февраля 1929, Джоу, Кайлахун, протекторат Сьерра-Леоне — 5 марта 2015, Фритаун, Сьерра-Леоне) — государственный деятель Сьерра-Леоне, первый министр иностранных дел страны (1965—1967 и 1996).

## Биография
В 1951 г. выступил одним из основателей Народной партии Сьерра-Леоне (SLPP), избирался её председателем.
В 1961 г., после обретения Сьерра-Леоне независимости от Великобритании, был назначен первым министром внутренних дел страны.
В 1965—1967 гг. — министр иностранных дел Сьерра-Леоне. После конфликта с президентом Сиака Стивенсом в 1970-х гг. был вынужден покинуть страну. Вернулся на родину во второй половине 1980-х гг. после отставки Стивенса.
Сыграл ключевую роль в победе Народной партии Сьерра-Леоне на всеобщих выборах 1996 г., после чего был назначен на должность министра иностранных дел. Затем был избран председателем партии.